# Jurassic World Dominion
Jurassic World Dominion är en amerikansk science fiction-äventyrsfilm från 2022. Filmen är regisserad av Colin Trevorrow, som även har skrivit manus tillsammans med Emily Carmichael. Den är uppföljaren till Jurassic World: Fallen Kingdom från 2018, den sjätte delen i Jurassic Park-franchisen, och den tredje filmen i Jurassic World-trilogin.
Filmen hade biopremiär i Sverige den 9 juni 2022, utgiven av Universal Pictures.

## Rollista (i urval)
- Chris Pratt – Owen Grady
- Bryce Dallas Howard – Claire Dearing
- Sam Neill – Dr. Alan Grant
- Laura Dern – Dr. Ellie Sattler
- Jeff Goldblum – Dr. Ian Malcolm
- DeWanda Wise – Kayla Watts
- Mamoudou Athie –  Ramsay Cole
- Daniella Pineda – Dr. Zia Rodriguez
- Campbell Scott – Dr. Lewis Dodgson
- Justice Smith – Franklin Webb
- Omar Sy – Barry Sembène
- B.D. Wong – Dr. Henry Wu
- Elva Trill – Charlotte Lockwood
- Isabella Sermon – Maisie Lockwood